# Rebréchien
Rebréchien ist eine französische Gemeinde mit 1.396 Einwohnern (Stand: 1. Januar 2022) im Département Loiret in der Region Centre-Val de Loire. Sie gehört zum Arrondissement Orléans, ist Teil des Kantons Fleury-les-Aubrais und des Gemeindeverbandes La Forêt.

## Geografie
Rebréchien liegt zwölf Kilometer nordöstlich von Orléans. Nördlich des Ortes breitet sich der Forêt d’Orléans, ein etwa 150.000 Hektar großes Waldgebiet, aus. Umgeben wird Rebréchien von den Nachbargemeinden Bougy-lez-Neuville im Norden, Loury im Osten und Nordosten, Vennecy im Südosten, Marigny-les-Usages im Süden und Südwesten, Chanteau im Westen und Südwesten sowie Saint-Lyé-la-Forêt im Nordwesten.

## Bevölkerungsentwicklung
| 1962                       | 1968 | 1975 | 1982 | 1990 | 1999 | 2006 | 2018 |
| -------------------------- | ---- | ---- | ---- | ---- | ---- | ---- | ---- |
| 446                        | 482  | 591  | 876  | 1005 | 1167 | 1338 | 1316 |
| Quellen: Cassini und INSEE |      |      |      |      |      |      |      |

## Sehenswürdigkeiten
- Kirche Notre-Dame
- Natura-2000-Gebiet

## Persönlichkeiten
- Pierre Courtin (1921–2012), Maler